# Jean-Joseph Delfau de Pontalba
Pour les articles homonymes, voir Delfau de Pontalba.
 (mai 2018).

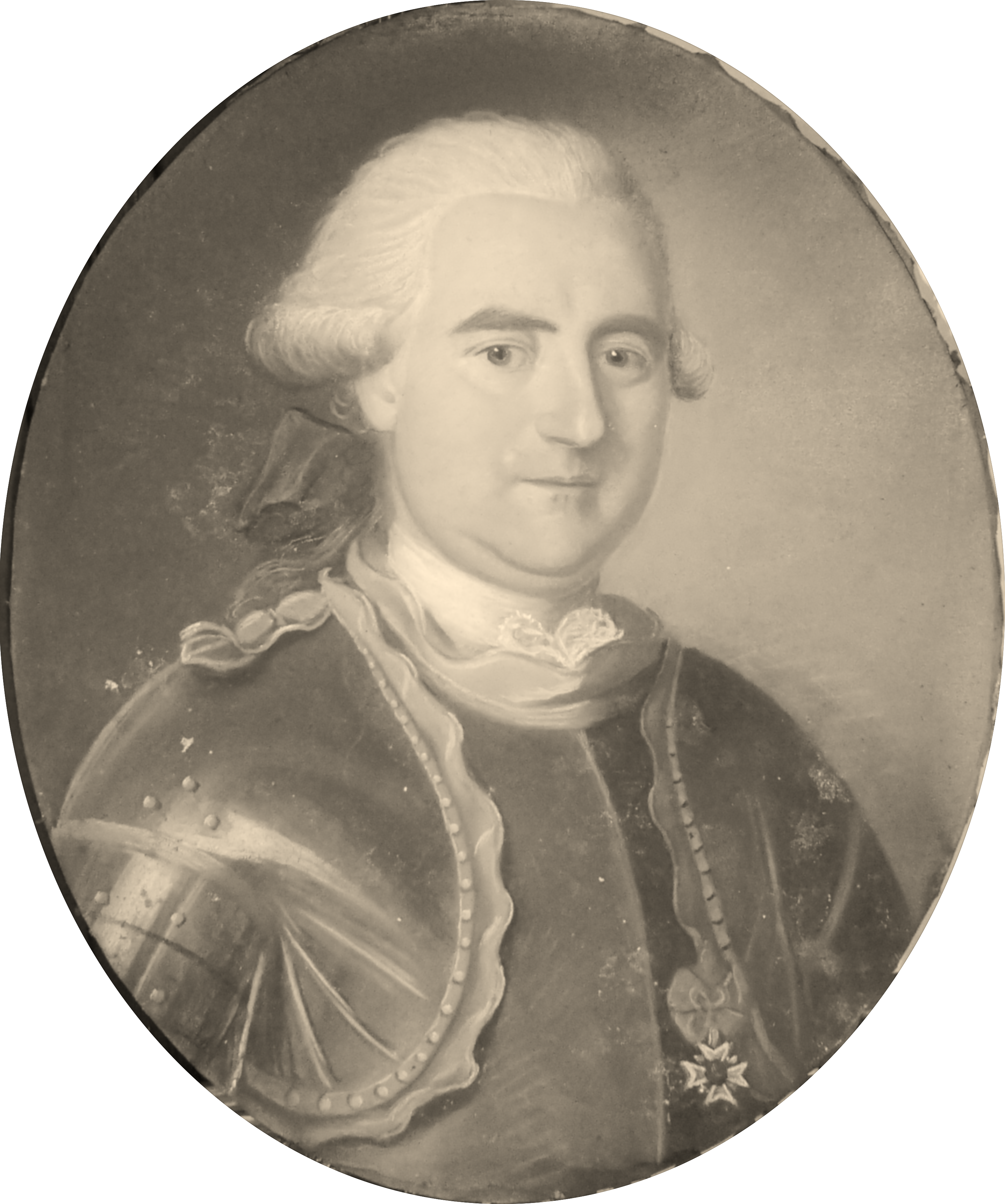
Portrait présumé de Jean-Joseph Delfau de Pontalba, pastel anonyme, localisation inconnue.

Jean-Joseph Delfau de Pontalba, né à Figeac le 4 avril 1708 et mort le 9 juillet 1760 à La Nouvelle-Orléans, est un officier supérieur français.

## Biographie
Arrivé en Louisiane en 1732, Jean-Joseph Delfau de Pontalba est envoyé au fort de Natchez pour y servir un an. Il est ensuite envoyé en Nouvelle-Orléans et comme commandant à Tunica. En 1736, il participe à la campagne contre les Chicachas en tant qu'officier dans les troupes de Bienville. Il devient capitaine d'infanterie en 1736, puis commandant de Point Coupee de 1744 à 1753.
Il est chevalier de l'ordre royal et militaire de Saint-Louis.
Il meurt à La Nouvelle-Orléans le 9 juillet 1760.

## Famille
Ses parents sont François Delfau de La Roque-Bouillac, capitoul de Toulouse, et Louise de Lombard. Il épouse Marguerite Broutin en 1743 à la cathédrale Saint-Louis de La Nouvelle-Orléans, fille d'Ignace François Broutin. Il est le père de Joseph-Xavier Delfau de Pontalba.
Il est le premier Delfau de Pontalba.